# Nikon F70

La Nikon F70 (coneguda com a N70 als Estats Units) és una càmera SLR de 35mm fabricada per Nikon el 1994 que va ser substituida per la Nikon F80 (N80 als EUA) el 2000.

## Història

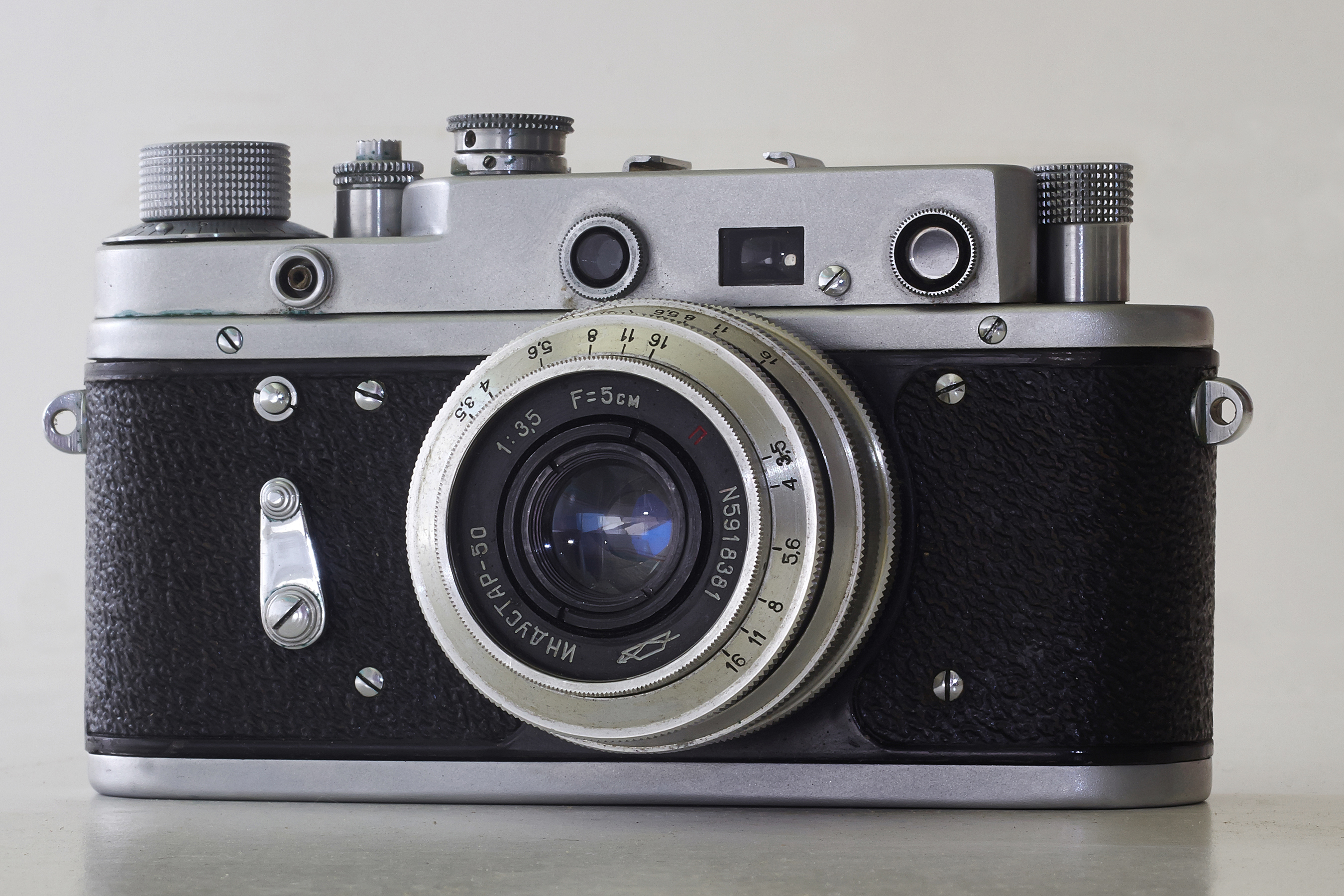
Camera fotogràfica analògica.

Aquesta càmera es llençà al mercat a l'any 1994. Va ser la predecessora del model F80, que va ser el gran èxit de la marca. La Nikon F70 estava destinada a tenir un èxit important en vendes. No obstant, aquesta va passar inadvertida pels usuaris i les vendes van ser bastant moderades per ser aquesta càmera un llançament de la gran marca de càmeres fotogràfiques d’aquell moment. Es creu que això es deu degut a la seva antecessora, la Nikon F65, que tot i estar una mica “antiquada”, segons els directius de Nikon, era molt bona càmera.
Una altra raó per a que aquest model passés desaparcebut és la seva precedessora, la Nikon F80, la qual suposà el major èxit de l'empresa fotogràfica.

### Origen del nom
S’anomena així degut al tipus de montura que porta la càmera. Aquesta es diu F Mount, la qual bateja a un gran número de càmeres de Nikon, com la Nikon F65 o la Nikon F80. Aquesta muntura es caracteritza per ser compatible amb diversos tipus d'objectius com el A (Pre-autofocus) o l’Auto (opertura del diafragma automàtic).

## Característiques
La nikon F70 té un disseny clàssic i elegant típic, pel que fa a la seva estètica.
El cos de la càmera analògica està format per una muntura, la qual mai canvia, i un objectiu, el qual es pot canviar segons les necessitats tècniques que tinguem respecte la fotografia que vulguem fer.
En aquest cos (o muntura) trobem diversos botons amb funcions com la de disparar o el function, on podem navegar per editar la càmera per a que s’adapti millor a la imatge.
Té un display LCD compacte integrat al cos de la càmera. En aquest es pot previsualitzar correctament la imatge abans de capturar-la.
Pel que fa la llent, només en té una. Aquesta és de 35mm, amb una opció d’autofocus, si és desitja en comptes de l'enfocament manual. Aquest enfocament és notablement més ràpid que el de la seva predecessora, la Nikon F65. El sistema de la velocitat d’obturació també es pot fer servir automàticament.
En quant la qualitat de imatge, aquesta és de 6 megapíxels, com el model anterior. No obstant, hi ha una gran millora respecte la resposta que dona la càmera a les situacions de poca llum. Aquesta resposta és millor, ja que aconsegueix reduir considerablement el soroll de la imatge.

## Com funcionen les càmeres analògiques?
La Nikon F70 és una càmera analògica. Quin és el funcionament d’aquestes?

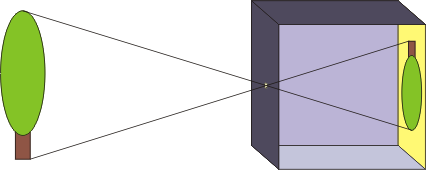
Esquema de com funciona una cambra fosca.

L’inici de les càmeres analògiques es remunta a les cambres fosques, aquelles que van ser descobertes en el temps del romans, més o menys. Dins d’aquesta cambra és projecten certes ombres. Les ombres que es projectaven estaven de certa manera invertides, ja que aquesta és la resposta automàtica de la llum. El problema és que no es van saber captar aquestes ombres fins a finals del s. XIX. Aquest va ser l’origen de la fotografia.
Per tant, les càmeres analògiques funcionen d’una forma molt semblant a les cambres fosques.
El primer pas per realitzar una fotografia és polsar el botó de disparar. Aquest botó permet que la llum de l’objecte que volem fotografiar entri per la lent de la càmera. Per la lent passen els diferents rajos de llum, fins agrupar-se en un sol punt. La llum de l'escena o l’objecte es projecta en un paper fotogràfic anomenat pel·lícula. Aquesta pel·lícula es queda impregnada de les ombres d’aquesta llum. En els negatius d’aquestes càmeres és on es forma la fotografia final.